# Final Fantasy XIII
Final Fantasy XIII (ファイナルファンタジーXIII - Fainaru Fantadží Sátýn) je videohra typu RPG od japonské firmy Square Enix pro platformy PlayStation 3, Xbox 360 a později i prostřednictvím sítě Steam i pro Microsoft Windows. V Japonsku vyšla v prosinci 2009 a ve zbytku světa v březnu 2010 jakožto třinácté dílo ze série. Pro hráče na PC byla třináctka k dispozici až od 9. října 2014 prostřednictvím služby Steam. Tento díl přinesl značné změny jak v soubojovém systému, tak i ve způsobu vývoje postav, avšak zachovává velké množství elementů z předchozích dílů, jako využívání vyvolávaných bytostí nebo recyklaci názvů příšer, schopností, jmen postav apod. Hlavní hrdinkou je bývalá vojákyně, která si říká „Lightning“. Žila a sloužila v armádní složce zodpovědné za lov nestvůr, avšak jediná událost jí převrátila život vzhůru nohama a stala se psancem, zatíženým blíže nespecifikovaným úkolem, jehož nesplnění by ji proměnilo v ohavnou nemyslící zrůdu.
Tato hra má dvě pokračování, a to Final Fantasy XIII-2 a Lightning Returns: Final Fantasy XIII, jež dohromady spolu s dalšími výtvory z oblasti Final Fantasy tvoří sérii Fabula Nova Crystallis, které spojuje společná „in-universe“ mytologie.

## Popis hry
Hráč ovládá hlavní hrdinku Lightning z pohledu třetí osoby, přičemž může pohled jakkoliv natáčet v celém 360° záběru a má možnost interagovat s ostatními postavami, s předměty nebo i s nepřáteli. Na rozdíl od dřívějších titulů zde neexistuje žádná mapa světa, takže hráč se svou družinou putuje rozlehlým a nádherným světem, jenž je vykreslený proporcionálně s postavami, buď pěšky, na chocobovi, nebo jiným dopravním prostředkem. Hráč má možnost navštívit krásná a bohatá města, nevzhledné stoky, staré ruiny, i nádherné přírodní úkazy a rozlehlé, nekonečné pláně. Hra má však na rozdíl od předchozích dílů značně lineární průběh, takže hráč nemusí na mapě příliš hledat cestu dál, neboť většina míst má podobu jediné cesty.
Při průzkumu hráč naráží na vznášející se Ukládací stanice, v nichž lze uložit hru. Dále tyto ukládací stanice slouží jako obchod s lektvary, později i se zbraněmi a s nejrůznějšími doplňky a materiály k vylepšení zbraně a doplňků. Užitečnou pomůckou je Datalog, v němž lze nalézt popisy všech důležitých postav, všech nepřátel, navštívených míst, dějin, nedávných událostí a dalších důležitých informací. V pozdější fázi hry má hráč možnost plnit nejrůznější nepovinné úkoly, jež jsou zadávány předchozími neúspěšnými dobrodruhy, za trest zakletými do kamenného stavu, jež většinou spočívají v porážce obzvláště silných nestvůr.

### Krystárium
Krystárium (angl. Crystarium) je systém vývoje postav, jenž je složen z šestice krystalů. Každý reprezentuje jednu ze šesti rolí postav a obsahují jednotlivé úrovně vývoje na jakýchsi kruhových deskách s uzly, které obsahují vylepšení statistik postavy, mezi které patří v tomto díle pouze síla, magie a životy, a také dovednosti či přístup k novým doplňkům výbavy nebo rozšíření stupnice ATB. Hráč se pohybuje po krystalu podobným způsobem jako na desce orbů ve Final Fantasy X. K pohybu po krystalu slouží tzv. krystogeneze, při které postava spotřebovává krystalické body, jež získává od poražených nepřátel.
Při krystogenezi jakékoliv role hráč získává bonusy nastálo (životy, magie, síla, doplňky i stupeň ATB), ale dovednosti a kouzla může používat pouze za podmínky, že má v průběhu bitvy nastavenou stejnou roli, jakou má daný krystal. Krystárium však není hráči dostupné od začátku. Jednotlivé segmenty krystária se odemykají postupně během hry, až se hráči nakonec zpřístupní všech šest rolí.

### Bojový systém
Hráč vstoupí do bitvy buď v pevně stanovených bodech (obvykle se jedná o bosse - příběhově důležitou nepřátelskou postavu), nebo mnohem častěji naráží přímo při průchodu hrou na nepřátele, s nimiž se doslova srazí, nebo se od nich nechá dohnat, zpozorují-li ho. V ten moment se obrazovka přepne do bojového modu, který se vzhledem příliš neliší od předchozích dílů. Bitvy se může zúčastnit bojový tým s nanejvýš třemi hráčovými postavami, ale ovládat lze pouze vůdce, zatímco ostatní ovládá umělá inteligence. Obvykle je vůdcem Lightning, avšak v průběhu příběhu se v poli vůdce vystřídá všech šest postav a od zhruba poloviny hry lze vůdcem učinit kohokoliv.
Bitva samotná je řízena systémem ATB (Active Battle System), kdy se postavám (přátelským i nepřátelským) v průběhu bitvy doplňuje stupnice akcí. Během doplňování stupnice ATB může hráč volit z menu nejrůznější akce (útoky, kouzla, dovednosti, používání předmětů, nebo vyvolávání). Na stupnici jsou na začátku dvě pole, kam hráč zadá akce. Tyto akce si může nechat zvolit automaticky, čímž vlastně nechá vůdce za sebe ovládat umělou inteligenci. Jakmile stupnice dosáhne posledního políčka, postava nastavené akce vykoná a stupnice ATB se vynuluje. Poté musí hráč znovu ručně nebo automaticky zadat akce. Časem se počet polí ve stupnici ATB rozšíří ze dvou na šest. Během bitvy však musí hráč jakkoliv zabránit, aby byl vůdce zabit, resp. poslán do stavu KO s žádnými životy. Stav KO pro vůdce znamená konec hry.
V porovnání s dřívějšími hrami série jsou nepřátelé mnohem silnější a mnohem více vydrží, takže obyčejnými útoky trvá bitva obvykle velmi dlouho. Každý nepřítel má však svojí řetězovou stupnici (angl. chain counter), znázorňující procenta, jakými bude následující útok násoben, tedy řetězcový bonus (minimální hodnota je 100 %, maximální 999 %). Řetězcový bonus narůstá s každým útokem, ať fyzickým nebo magickým, dokud nebude dosaženo šoku, který je stanoven hodnotou řetězcového bonusu pro každý druh nepřítele jinak. Při šoku se řetězcový bonus zdvojnásobí a nadále s dalšími útoky narůstá. Šokovaný nepřítel může velmi rychle ztrácet životy a bitva může být ukončena rychleji, než by se mohlo zdát. Během šoku mohou postavy využívat dovednosti, jež fungují pouze na šokované nepřátele. Nejvýraznější je zřejmě odpal, kdy fyzicky útočící postava přiměje nepřítele vznášet se ve vzduchu, čímž mu zcela znemožní vykonávat jakékoliv akce a zkrotí tak i ty nejnebezpečnější soky. Během šoku se však řetězová stupnice plynule resetuje a poté se nepřítel vymaní z šoku, s hodnotou 100 % k řetězovému bonusu. Pokud hráč neútočí dostatečně agresivně, je řetězcová stupnice brzy vynulována i v nešokovém stavu. Snadným způsobem, jak způsobit nepřátelům šok, je přiblížit se k nim v nebojovém modu nepozorovaně. Takto provede vůdce preventivní útok a na začátku bitvy nastaví všem nepřátelům v bojové skupině řetězcový bonus na hodnotu o něco málo menší než šok.
Během bitvy má hráč k dispozici tři postavy, z nichž každá může mít jednu z šesti rolí. Jsou jimi:
- Komando (Commando) - bojovník upřednostňující fyzický útok, jenž naplňuje řetězcový bonus pomalu, ale bonus padá na 100 % rovněž pomalu. Šokované nepřátele odpálí do vzduchu.
- Zkázonoš (Ravager) - bojovník upřednostňující magický útok a kouzla, jež naplňují řetězcový bonus rychle. Pokud nemá při ruce komanda, bonus velmi rychle klesá na 100 %.
- Medik (Medic) - léčitel, neboli bílý mág. Léčí zraněné spojence nebo sebe, oživuje spojence ve stavu KO, odstraňuje ze spojenců nepřátelská očarování.
- Sabotér (Saboteur) - kouzelník, který sesílá na nepřátele očarování, kterými ho oslabí, popřípadě zpomalí.
- Synergista (Synergist) - kouzelník, který sesílá na přátele pozitivní očarování, kterými je posílí, popřípadě urychlí.
- Ochránce (Sentinel) - bojovník, který se specializuje na obranu. Používá mnoho defenzivních dovedností, láká na sebe nepřátele kvůli ochraně spojenců, provádí protiútoky.

Kombinace jednotlivých rolí se nazývají paradigmata. Během bitvy může hráč jakkoliv měnit dle potřeby celkem šest paradigmat, které hra buď vygeneruje, nebo si je hráč v menu definuje sám. Doporučuje se zejména proti silným oponentům a bossům paradigmata často měnit dle aktuální situace. Každá postava má na začátku tři pevně stanovené role, ale časem se může naučit i ostatní zbývající. Přepínání paradigmat je též jediný způsob ve hře, jak sdělit spojencům, co mají při bitvě dělat.
Hráč též může využít moc eidolona, což je vyvolávatelná bytost. Každá postava může vlastnit pouze jediného eidolona a k jeho vyvolání potřebuje mít dostatečný počet technických bodů, které získává během bitev. K dispozici jsou eidoloni Odin, Šiva, Alexander, Bahamut, Hecatoncheir a Brynhilda. Aby mohla postava eidolona vyvolat, musí ho nejprve ovládnout, k čemuž dochází v pevně stanovených bodech příběhu, tedy dostat se s ním do symbiózy vhodně provedenými útoky. Poté ho postava, je-li v bitvě vůdcem, může kdykoliv vyvolat, má-li potřebné technické body. Spojenci zmizí z bitvy a nahradí je eidolon. Vůdce však zůstává a nadále útočí na nepřátele a pomáhá mu. Eidolonovo setrvání v bitvě je omezeno stupnicí symbiózy (SP), jež se pomalu vyprazdňuje časem a nepřátelskými útoky, tedy slouží jako eidolonovy životy. Jakmile SP klesne na nulu, může vůdce a eidolon vstoupit do modu symbiózy, v němž eidolon výrazně změní vizáž a oba společně provádí speciální útoky na základě automatického výběru nebo speciálními klávesovými zkratkami. Mod symbiózy bývá ukončen speciálním devastujícím útokem. Pokud nejsou nepřátelé eidolonem zabití, do bitvy se po jeho zmizení vrátí spojenci, plně zotavení, ale nepřátelům se vynuluje řetězcová stupnice na základních 100 %.
Oproti předchozím dílům nemusí hráč své postavy po bitvě léčit. Jsou vyléčeny, popř. oživeny automaticky.

## Popis světa Pulse
Děj hry Final Fantasy XIII se odehrává ve světě jménem Gran Pulse, zkráceně též Pulse. Součástí Pulsu je Cocoon, obří téměř uzavřená sféra podobná Dysonově sféře, vznášející se nad Gran Pulsem. Cocoon má rozlohu vnitřku přibližně jako Severní Amerika, je chráněn silovým polem a zevnitř je osvětlen umělým sluncem. V Cocoonu se odehrává většina příběhu. V tomto vnitřním světě se nacházejí překrásná města i krásná členitá krajina, která jsou domovem několika desítek milionů lidí a kolem 8 milionů fal'Cie. Cocoonu vládne teokratická vláda zvaná Svatyně, v jejímž čele stojí primarcha, vládnoucí tvrdou rukou. Fal'Cie (výslovnost: falsí) jsou záhadná krystalická stvoření s božskými schopnostmi a jsou přítomní na Cocoonu i na Gran Pulsu. Cocoonští fal'Cie udržují Cocoon ve vzduchu, poskytují obyvatelstvu, floře i fauně světlo, teplo, potravu, pitnou vodu a vše, aby byl vnitřek tohoto umělého měsíce obyvatelným rájem.
Každý fal'Cie má svůj specifický úkol a pro jeho splnění si může vybrat lidského sluhu. Tito sluhové se nazývají l'Cie (výslovnost: l-sí) a mohou být z Cocoonu i Gran Pulsu. Fal'Cie jim vypálí znamení podobné tetování, symbolizující buď Cocoon nebo Pulse. Tyto l'Cie pověří Posláním (angl. Focus) a stanoví časový limit, do kdy musí své Poslání splnit. Svého l'Cie však o povaze jeho Poslání neinformuje přímo. Ten to musí zjistit prostřednictvím vodítek v podobě vizí sám. Pokud své Poslání l'Cie splní, je přeměněn v krystal a dle legendy je mu fal'Ciem darován věčný život. Pokud své Poslání nesplní, uteče od své povinnosti, nebo podlehne emociálnímu tlaku z faktu, že se nedobrovolně stal l'Cie, je za trest přeměněn do nemyslícího monstra zvaného Cie'th (výslovnost: Sít).
600 let před začátkem této hry došlo mezi obyvateli Cocoonu a Gran Pulsu k Válce překročení. V tomto rozsáhlém konfliktu došlo k útoku armád Pulsu na Cocoon, který skončil, když l'Cie Pulsu vytvořili do Cocoonu obří díru, kterou se následně nikdy nepovedlo zcela zacelit. Po skončení Války překročení, kdy byli zúčastnění l'Cie Pulsu přeměněny v krystal, použili cocoonští fal'Cie k částečnému zakrytí díry materiály a zbytky zařízení z Pulsu. Přesto zůstaly okrajové oblasti Cocoonu kolem díry navždy neobyvatelné. Od té doby obyvatelé Cocoonu žijí ve strachu hraničícím s paranoiou, že se invaze z Pulsu může kdykoliv zopakovat. Tohoto faktu využívá Svatyně k udržení moci. Zřídila dvě armády. Ochranný sbor (Guardian Corps) plní funkci policie. Jelikož pracuje v lidských sídlech, nemá sbor většinou k dispozici těžkou techniku a pokročilé zbraně. Dále je zde PSICOM (Public Security and Intelligence COMmand - Velení veřejné bezpečnosti a zpravodajské služby), sloužící jako speciální jednotka zaměřená na potírání jakýchkoliv aktivit spojených s Pulsem, k čemuž využívá brutální metody včetně Čistek, neboli vyhánění obyvatel podezřelých z kontaktu s Pulsem z domovů a jejich následné masakry, o kterých se moc nevědělo. Aby mohl PSICOM efektivně plnit své úkoly, dostal ty nejvyspělejší letouny, těžkou techniku i zbraně, včetně omezených způsobů (Manadrives) používání magie, vyvinuté z technologií poskytnutých cocoonskými fal'Cie. Magii za normálních okolností mohou používat buď sami fal'Cie, nebo dostatečně vytrénovaní l'Cie, nebo nejrůznější příšery žijící na Cocoonu i na Pulsu.

### Herní postavy
Hráč má k dispozici celkem šest postav. Za hlavní postavu je v této hře považována Lightning.
- Lightning (ライトニング - Raitoningu) - Její skutečné jméno je Claire Farronová, kterého se vzdala v 15 letech, když její rodiče zemřeli, aby si dodala sil postarat se o sebe a svou mladší sestru Serah sama. Následkem toho si ale obě přestávaly rozumět. Stala se příslušnicí Ochranného sboru, který pak opustila ve svých 21 letech a dobrovolně přidala k transportu, aby svou sestru zachránila. Ovládá gunblade (meč a pistole v jednom).
- Sazh Katzroy (サッズ・カッツロイ - Sazzu Kattcuroi) - 40letý bývalý cocoonský pilot tmavé pleti s výrazným účesem ve stylu afro, v němž bydlí mládě chocoba, které koupil pro svého jediného syna Dajhe. Kvůli svému synovi se dobrovolně přidal k transportu, kde se seznámil s Lightning. Ovládá dvě pistole.
- Snow Villiers (スノウ・ヴィリアース - Sunó Viriásu) - 21letý obyvatel Cocoonu. Dva dny před začátkem hry požádal Serah, sestru Lightning, o ruku, s plným vědomím, že je ona l'Cie Pulsu. Rozhodl se jí jakýmikoliv prostředky pomoci zjistit, jaké má Poslání, a splnit ho. Snow je idealistický rebel, který se svými přáteli kdysi založil polovojenskou skupinu NORA, jež se zaměřuje na likvidaci nebezpečných příšer v okolí města Bodhum. Kvůli Serah byl pak nucen se svou organizací NORA bojovat i proti vládním silám, aby ji ochránil. Bojuje holýma rukama.
- Hope Estheim (ホープ・エストハイム - Hópu Esutohaimu) - 14letý chlapec, jenž byl součástí transportu vyhnanců na Pulse, neboť se v osudnou chvíli nacházel se svou matkou na dovolené v Bodhumu. Byl nejprve dost bojácný, ale kvůli smrti matky začal cítit hlubokou zášť vůči Snowovi a toužil po pomstě, takže následoval Lightning, aby se v bojích posílil. V bitvě používá velký bumerang.
- Oerba Dia Vanille (ヲルバ＝ダイア・ヴァニラ - Woruba-Daia Vanira) - 19leté (resp. 619leté) záhadné děvče, jež bylo přítomné v transportu, aby se dostala domů, jelikož pocházela z Pulsu, konkrétně z vesnice Oerba z kmene Dia. Ve hře je hlavní vypravěčkou. Je l'Cie Pulsu, která se zúčastnila Války překročení, ale byla v jejím závěru spolu s Fang přeměněna v krystal, přestože nesplnila své Poslání. Obě se probudily před 13 dny na Cocoonu v Bodhumském pozůstatku, který sloužil k zacelení obří díry v Cocoonu. Obě způsobily sérii událostí, vedoucí k Čistce Bodhumu a transportu obyvatel, mezi kterými byli Lightning, Sazh, Hope a jeho matka a tisíce dalších. Ve snaze uniknout svému Poslání, které kdysi nesplnila, předstírá, že si nic nepamatuje, ale její znak l'Cie je nebezpečně blízko ke spuštění její metamorfózy v Cie'tha. V bitvě používá pulské lovecké zbraně.
- Oerba Yun Fang (ヲルバ＝ユン・ファング - Woruba-Jun Fangu) - 21letá (resp. 621letá) bojovnice a kamarádka Vanille z dětství, též pochází z Oerby na Gran Pulsu, avšak z kmene Yun. Po sérii incidentů po jejich probuzení v Cocoonu z krystalické stáze byly obě rozděleny a nyní ji zoufale hledá, neboť si je vědomá stavu jejího znaku, zatímco její vlastní znak l'Cie vyhasl. Přidala se ke Kavalérii, disidentské složce PSICOMu vedené Cidem, aby ji našla. V bitvě používá halapartny.

Dočasní členové bojové party hráče jsou tito dva:
- Gadot (ガドー - Gadó) - člen uskupení NORA a Snowův kamarád z dětství. Doprovází Snowa při jeho útoku na vojáky PSICOMu, transportující vyhnance na Pulse.
- Lebreau (レブロ - Reburo) - členka uskupení NORA, Snowova kamarádka z dětství a majitelka baru v Bodhumu, který byl zdrojem financování NORY. Doprovází Snowa při jeho útoku na vojáky PSICOMu, transportující vyhnance na Pulse.

Mezi ostatní důležité postavy patří:
- Serah Farronová (セラ・ファロン - Sera Faron) - 18leté děvče velmi drobné postavy, mladší sestra Lightning a Snowova snoubenka, kvůli Snowovi dokonce zanechala svých plánů studia na Edenské univerzitě. Její zájem o dějiny ji ale jednoho dne přilákal do Bodhumského pozůstatku, kde se z ní stala l'Cie Pulsu.
- Dajh Katzroy (ドッジ・カッツロイ - Dodždži Kattcuroi) - 6letý syn Sazhe, pro nějž je vším. Jednoho dne ho vzal jeho otec do Euridské rokle, aby si prohlédli fal'Cie, avšak Dajh se zde stal l'Ciem Cocoonu a byl okamžitě PSICOMem vzat do péče. Tajně sní, že ho jeho otec vezme do chocobí zoo v parku Nautilus.
- Bartoloměj Estheim (バルトロメイ・エストハイム - Barutoromei Esutohaimu) - Hopův otec žijící ve městě Palumpolum, má se svým synem velice komplikovaný vztah, ale má ho nade vše rád. Je klidný a vyrovnaný za všech okolností a poskytl Hopovi i jeho přátelům dočasné útočiště, třebaže pracuje pro Svatyni.
- Nora Estheimová (ノラ・エストハイム - Nora Esutohaimu) - Hopova matka. Navzdory své vizáži usedlé ženy je to odvážná bojovnice, odhodlaná bránit svého syna i životy druhých i se zbraní v ruce. V přestřelce s jednotkami PSICOMu však zemřela, dle Hopa Snowovou vinou.
- Brigádní generál Cid Raines (シド・レインズ准将 - Šido Reinzu Džunšó) - vrchní velitel brigády civilní ochrany, známé jako Kavalérie. Přes vysokou armádní funkci vystupuje vůči podřízeným jako disident usilující o svržení tyranie Svatyně a nastolení spravedlivé lidové vlády. Do řad Svatyně tedy přibral i Fang, aby mu pomohla splnit jeho cíl, a vyhledával další nespokojené bojovníky. Avšak jaký vůbec měl motiv?
- Plukovník Jihl Nabaatová (ジル・ナバート中佐 - Džiru Nabáto Čúsa) - vysoce postavená důstojnice PSICOMu, vrchní velitelka elitního útvaru PSICOMu, jenž má na starosti likvidaci hrozeb z Gran Pulsu. Měla na starost Dajhe, aby využila jeho schopnosti l'Cie. Je velice krutá, manipulativní, sadistická a nemilosrdná a zachází s l'Ciemi, ať už jsou z Pulsu nebo z Cocoonu, jako s nelidmi. Sama se cítí být nadřazena běžným lidem.
- Plukovník Yaag Rosch (ヤーグ・ロッシュ中佐 - Jágu Rosšu Čúsa) - vysoce postavený důstojník PSICOMu, pravá ruka Jihl Nabaatové a ředitel elitního útvaru PSICOMu. S vidinou ochrany stability Cocoonu před hrozbou z Pulsu je ochoten dopustit se čehokoliv, avšak nevěří fal'Cieům a přál by si, aby z Cocoonu zmizeli, jenže momentálně nevidí jinou alternativu, než být poslušný vládě Svatyně. Tyto pocity tají přede všemi, takže ho ostatní vnímají jako mimořádně chladného člověka.
- Galenth Dysley (ガレンス・ダイスリー - Garensu Daisurí) - Primarcha svatyně, tedy nejvyšší vůdce všech obyvatel Cocoonu. Společnost mu dělá robotická sova jménem Menrva. Ačkoliv je veřejnosti znám jako respektovaný starší člověk a politik, jeho skutečná identita je fal'Cie jménem Barthandelus a manipuluje celou cocoonskou společností i l'Ciemi Pulsu ke svým temným záměrům, mezi které patří splnění jejich Poslání.
- Sirotek (オーファン - Ófan) - Fal'Cie, hlavní záporná postava v této hře. Jeho posláním je být zdrojem energie všem systémům v Cocoonu, tedy i pro fal'Cie Edena, jehož tělo tvoří cocoonské hlavní město Eden, a umožňuje ostatním fal'Cieům držet Cocoon na dráze okolo Gran Pulsu. Jeho smrt by neodvratně vedla k pádu Cocoonu na Gran Pulse, což by vyhladilo veškerý život na obou tělesech. Sídlí v prostorech zvaných Sirotkova kolébka ve zvláštním energetickém bazénu. Jeho touha vidět Stvořitele vedla k plánu vyhladit veškerý život na Gran Pulsu i Cocoonu, ale k tomu všemu potřeboval nástroje...

## Příběh
Příběh hry začíná zhruba uprostřed děje poté, kdy se mnoho věcí pokazilo, a je rozdělen do třinácti kapitol. Příběhu hry předcházelo třináct osudných dnů, které převrátily hlavním hrdinům životy vzhůru nohama. Tyto události byly hráči odhaleny na různých místech během jednotlivých kapitol, v tomto článku však budou uvedeny první.

### První až třináctý den
Jednoho dne se z krystalického spánku probudily Fang a Vanille, dvě l'Cie Pulsu, jež byly po 600 let bezpečně ukryté v Bodhumském pozůstatku, který pocházel z Pulsu a byl po Válce překročení vyzvednut cocoonskými fal'Cie k částečnému zacelení díry v kůře Cocoonu. Znak l'Cie byl u Fang vyhaslý a sama trpěla ztrátou paměti ohledně jejich Poslání a okolností jeho splnění (ale vzpomínky na dětství a dospívání jí zůstaly). Naproti tomu Vanille si vše pamatovala, ale předstírala, že si rovněž nic nepamatuje ve strachu, že způsobí znovu mnoha lidem neštěstí.
Druhý den představila Serah svého přítele Snowa své sestře Lightning. Ta však neuznávala jeho ani aktivity jeho bojové skupiny NORA, takže Snowovi zakázala se se Serah stýkat. Na třetí den Serah podlehla svodům své záliby v dějinách a archeologii a vniknula do visuté krystalické struktury Bodhumského pozůstatku, jehož brána se náhle otevřela. V hlubinách pozůstatku ji pak v bezvědomí našly Fang s Vanille, ocejchovanou znamením l'Cie Pulsu. Díky ní ale mohly samy z pozůstatku odejít. Vynesly ji ven a hlídaly ji, než se probrala, a předpokládaly, že ke splnění jejich Poslání si fal'Cie Anima vybrala novou l'Cie.
Na čtvrtý den se Fang s Vanille přesunuly do elektrárny v Euridské rokli, sídla cocoonského fal'Cie Kudžaty. Fang si začala zoufat, aby se z její nejlepší kamarádky nestal Cie'th, takže se na pátý den odhodlaly k útoku na Kudžatu. Tím na sebe upozornily PSICOM, jenž okamžitě zasáhl, stejně tak se začal bránit sám Kudžata, a to vybráním l'Cie, kterým se stal malý hoch, Dajh Katzroy. Dajhe toho dne vzal do Euridské rokle jeho otec Sazh, aby mu ukázal fal'Cie. V osudnou chvíli však Sazh nechal Dajhe o samotě, aby mu koupil jako překvapení mládě chocoba. Dajh tedy odběhl do nitra elektrárny a uviděl Fang s Vanille. Budovu zasáhl podivný zemětřas, kterým se Kudžata bránil. Sazh po chvíli nalezl svého syna ocejchovaného jako l'Cie Svatyně. Proč právě Dajhe? V osudnou chvíli byl oběma děvčatům nejblíže. Fang s Vanille se vydaly na útěk a rozdělily se, neboť Fang došlo, že Kudžata vycítil jejich přítomnost. Fang tedy sloužila jako návnada, aby se Vanille dostala z nebezpečí. PSICOM pak šestiletého Dajhe předal na pozorování do laboratoří.
Na šestý den se Fang vrátila do Bodhumského pozůstatku, ale nemohla Vanille najít. Šla proto prohledat Bodhum, kde byla zajata příslušníky Kavalérie, vojenské jednotky generála Cida Rainese. Cid nabídl zoufalé Fang ochranu, ale nevěřila mu, nicméně neviděla možnost, jak by Vanille mohla najít, tedy přijala jeho nabídku. Na sedmý den se Serah chtěla se Snowem rozejít a na jeho naléhání se mu svěřila, že je z ní l'Cie Pulsu, nepřítel Cocoonu. Pak od zdrceného Snowa utekla. Snow ji zakrátko nalezl a zavázal se jí, že jí pomůže splnit její Poslání, ať už je jakékoliv.
Na osmý den plukovník Nabaatová pověděla Sazhovi, že jeho syn vykazuje na základě testů schopnost vycítit přítomnost bytostí spojených s Pulsem, ale jeho Poslání je dosud neznámé. Sazh se bál, že se z jeho jediného syna stane Cie'th, tedy začal pátrat po Poslání jeho syna. Na devátý den se na pláži znovu setkala Serah s Vanille. Vanille ji žádala o odpuštění, protože kvůli ní se stala l'Cie Pulsu a má tak zničený život. Avšak nebyla schopná říct jí pravdu. Serah jí odpustila a povzbudila ji, načež se Vanille rozhodla, že když nebude dělat nic, neublíží nikomu. Desátý den Snow doprovodil Serah, aby koupili pro dárek pro Lightning k narozeninám. Sám tajně koupil snubní prstýnek, třebaže věděl o jejím statutu l'Cie.
Jedenáctý den se v Bodhumu konal veliký ohňostroj. Bodhumský pozůstatek, který byl dosud ignorován jako nevýznamná visutá struktura, byl prozkoumán PSICOMem, protože si všimli otevřené brány. Expediční jednotka PSICOMu zde identifikovala fal'Cie Pulsu Animu, ale pak komunikace ustala. Velení PSICOMu předpokládalo, že se z vojáků stali l'Cie Pulsu, tedy objekt uzavřeli a obklíčili město, zatímco ohňostroj nerušeně pokračoval. Snow požádal Serah během romantické jízdy na létajícím motocyklu o ruku a ta, uklidněná, se odhodlala konečně se svěřit Lightning a učinila přání. V Bodhumu byla pověra ohledně splnění přání vzneseného pod ohňostrojem a Snowovo přání se očividně vyplnilo, neboť doufal v její kladnou odpověď. Dole na pláži sledovala ohňostroj i Lightning, která byla ze služby odvolána, protože dle poručíka Amodara PSICOM něco nalezl v pozůstatku. Lightning si vzpomněla na incident v Euridské rokli a svému nadřízenému sdělila názor, že za tím stojí Pulse. Amodar ji vyzval, aby nestrkala nos do záležitostí s "Peklem." V Bodhumu byli na dovolené Hope se svou matkou, a pod ohňostrojem si přáli urovnání vztahů s otcem. Téhož dne se Dajh náhle rozhodl, že chce vidět bodhumský ohňostroj, tak ho plukovník Nabaatová s vidinou projevení jeho moci na chvíli půjčila jeho otci. Osobně však setkání s otcem dozorovala. Sazh byl za možnost vidět svého syna rád, ale naplňovaly ho obavy a smutek. V Bodhumu byly přítomné i Fang s Vanille, ale minuly se. Vanille též vznesla přání pod ohňostrojem. Aby se stal zázrak.
Na dvanáctý den měla Lightning 21. narozeniny. Serah oznámila, že se stala l'Cie Pulsu a bude se vdávat za Snowa. Lightning však oba z bytu vyhnala v domnění, že si Serah vymýšlí, ale jakmile si uvědomila, že Serah říkala pravdu a jde po ní PSICOM, jenž neprodyšně uzavřel město, bylo už pozdě a po Serah jí zbyla na stole jen bojová dýka jako dárek k narozeninám. Venku byla Serah spatřena vojáky PSICOMu, kteří ji se Snowem zahnali na pláž. PSICOM zatím zajistil Bodhumský pozůstatek a chystal se ho přesunout pryč. Snow letěl se Serah na létajícím motocyklu ke vchodu, aby zjistila své Poslání, pak jim snad Lightning pomůže. Serah však byla dovnitř vtažena Animy chapadly a Snow zůstal venku a pod palbou. Musel uprchnout, ale večer vše vysvětlil Lightning.
V den třináctý dorazily do Bodhumu evakuační vlaky PSICOMu, kterými měli být obyvatelé i turisté navždy vykázáni z Cocoonu na Pulse, včetně Pozůstatku, jenž byl už přesunut pryč. Svatyně rychle schválila zákon, který provedení Čistky umožnil, a na celém Cocoonu propukla panika hraničící s paranoiou, že se armády Pulsu chystají k útoku. Vanille zaslechla zprávy o Čistce a v bílé kápi se hlásila k transportu na Pulse doufaje, že se dostane domů. Mrzelo jí, že na Cocoonu zanechá Fang, ale v Pulsu nebude mít její Poslání žádný smysl, hlavně tak nikomu neublíží. Lightning, jež se dověděla, jak byla Serah vtažena dovnitř Bodhumského pozůstatku, opustila řady Ochranného sboru a též dobrovolně nastoupila do transportu. Věděla, že PSICOM přesunul Pozůstatek do oblasti zvané Zavěšený okraj, a vlak byl nejrychlejší a nejjistější způsob, jak se tam dostat. U vlaku se seznámila se Sazhem, který též nastoupil do transportu „dobrovolně.“

### Kapitoly příběhu
Kapitola 1
Vyhnanci byli dopraveni vlaky do zakázané oblasti v Zavěšeném okraji. Krátce po vjezdu do oblasti se Lightning a Sazhovi povedlo vyvolat vzpouru a zastavili vlak. V tu dobu už vyhnaní obyvatelé věděli, že se žádný transport na Pulse nekoná, ale PSICOM hodlá všechny v Zavěšeném okraji zastřelit. Lightning Sazhovi pověděla o svém plánu dostat se k fal'Cie Pulsu, čímž ho vyděsila, ale bojoval dál po jejím boku na mostních konstrukcích proti PSICOMu, který s pomocí robotů a letounů ostřeloval pozice vzbouřených vyhnanců. Na jiném místě v Zavěšeném okraji zahájili útok na PSICOM i Snow a NORA a povedlo se mu spolu s přáteli Gadotem a Lebreau přesvědčit vyhnance z jiného vlaku k boji. Snow chtěl rovněž najít Serah v Bodhumském pozůstatku, který PSICOM právě přemístil vysoko nad ně. Do NORY vstoupila i Nora, Hopeova matka, jež se chopila zbraně a spolu se Snowem se pustila do akce. Visutý most byl však zasažen a mnoho lidí popadalo o patro (stovky metrů) níž. Nora se sice chytila Snowa, držícího se za okraj mostu, ale stihla už jen Snowa požádat, aby „ho“ dovedl domů, ale Snow netušil, o kom mluví. Pak spadla dolů a Snow také. Pád stovky metrů nemohla Nora přežít, ale Snow zázrakem vyvázl bez zranění.
Smrt matky uviděl vyděšený Hope, který se zatím spřátelil s Vanille, a vyzvala ho, aby se dostaly za Snowem, má-li mu tedy co říct. Nějakým způsobem se jim povedlo obejít vojáky PSICOMu a dostali se do improvizované základny členů NORY, kterým se povedlo ukořistit pár PSICOMských létajících motocyklů, který lze použít ke vstupu do Pozůstatku, kam už zatím vstoupila Lightning se Sazhem, jenž považoval její operaci za šílenost. Vanille dostrkala Hopa ke Snowovi, ale nebyl schopen slova. Poté oba ukradli jeden z létajících motocyklů a divokou jízdou prorazili vnější plášť Pozůstatku. Snow se za nimi vydal, ale jinudy.
Kapitola 2
Jakmile se vzpamatovali, nalezla Vanille u jednoho pilíře svou loveckou zbraň a přesvědčila Hopa k průzkumu Pozůstatku, zcela bez starostí, že by z nich fal'Cie udělala l'Cie. Všech pět se probojovalo přes robotické nepřátele a skupiny starých Cie'thů až k jádru, kde sídlila fal'Cie Anima. Zde nalezli Serah, jež řekla Lightning, aby zachránila Cocoon. Snow jí přísahal, že udělá cokoliv. Serah poděkovala a před zraky všech se změnila v krystal, neboť splnila své Poslání. Lightning měla Serah za mrtvou, zatímco Snow věřil, že dle legendy se určitě jednou probudí, což vedlo k jejich ostré hádce. Každopádně Lightning popadla touha po pomstě a nasměrovala si to přímo za Animou, aby ji zabila. Když to vypadalo, že pětice Animu zabije, zahájil PSICOM ostřelování Pozůstatku. Anima pětici přesunula do jakési jiné dimenze, kde jim byla neznámou entitou vypálena znamení l'Cie, a byla jim ukázána vize o jejich Poslání, Ragnaroku a o Edenu, hlavním městě Cocoonu.
Kapitola 3
Anima i trosky Pozůstatku dopadly do jezera Breša přímo pod Zavěšeným okrajem, které však tato fal'Cie dala před svou smrtí zmrazit. Na povrchu zamrzlého jezera se probrala i naše pětice v čele s Lightning. Uvědomili si, že jsou všichni ocejchováni jako l'Cie Pulsu, mají zvláštní dovednosti a mohou využívat magii. Usoudili, že jejich Posláním je na základě vize o Ragnaroku a Edenu zcela jistě zničení Cocoonu. A pokud neuspějí, stanou se z nich Cie'thové, tedy postihne je osud horší než smrt. Vanille se nevyjadřovala, v Hopovi se mísily emoce a Snow protestoval, že dle Serah mají přece Cocoon zachránit. Každopádně museli zmizet, než je najde PSICOM, pro který jsou nyní pouhé terče. Nedaleko nalezli zkrystalizovanou Serah a Snow znovu začal, že si Serah přála spásu Cocoonu, a začal kopat do ledu, aby Serah odnesl s sebou. To vedlo jen k fyzické inzultaci od Lightning a také k rozdělení skupiny. Snow nakonec zůstal kopat sám a ostatní šli za Lightning, neboť si všimli, že jezero Breša je uzavírán PSICOMem. Pospíšili si do ruin města na břehu jezera, jehož okolí je neobyvatelné z důvodu, že se nachází blízko díry v plášti Cocoonu.
Mezitím PSICOM nalezl Snowa, který se poddal zoufalství. V momentě, kdy na něj mířili, se mu rozsvítil znak l'Cie Pulsu a samovolně vyvolal eidolona Šivy sestry, které zabily mocným úderem diamantového prachu vše v dosahu a pak zaútočily na Snowa. Tomu se povedlo překonat zoufalství a dokázal svého eidolona ovládnout. Byl však vyčerpán a následně zajat, našla ho totiž Kavalérie. Akci veleli Fang s Rygdeaou, kteří naložili Snowa i zkrystalizovanou Serah na palubu a odletěli pryč. Lightning, Sazh, Hope a Vanille nalezli v ruinách příhodně letoun, kterým odletěli pryč. Na palubě zhlédli zprávy, kde primarcha Svatyně Galenth Dysley informoval veřejnost o „úspěšně provedené“ Čistce. Byli však sestřeleni a dopadli tvrdě do pohoří Ohavné vrcholky, jež je tvořeno převážně odpadem a starými kusy železa, kterými fal'Cie Cocoonu kdysi zpevnili okolí obří díry v plášti Cocoonu.
Kapitola 4
Jakmile se vzpamatovali, došlo k další kratší hádce ohledně jejich Poslání, po níž Lightning pokračovala dál sama, ale zakrátko ji dohnal Hope. Sazh s Vanille byli unaveni a chtěli odpočívat, ignorovali zcela fakt, že je může brzy PSICOM zaměřit. Lightning s Hopem pokračovali jedinou možnou cestou, aby se dostali přes Gaprijský běloháj do Hopova rodného města Palumpolum, odkud se chtěla dopravit vlakem po rampě do Edenu, hlavního města vznášejícího se ve středu Cocoonu, aby tam zabila fal'Cie Edena, který údajně řídil Svatyni. Lightning po nekonečných bojích s hlídkami PSICOMu a kvůli nesmírnému tlaku došla k přesvědčení, že ji čtrnáctiletý hoch jen zdržuje, a křičela na něj. Rozzářil se její znak l'Cie a zjevil se před ní eidolon Odin, který zaútočil na Hopa, takže byla Lightning nucena ho bránit. O to nejspíš eidolonovi šlo, aby si vybrala mezi lidským životem a posedlostí misí. Po zkrocení eidolona Lightning nabídla Hopovi, že mu ukáže, jak být silnější.
Mezitím se Kavalérie nalodila se Snowem i krystalizovanou Serah do ústředí na obří vzducholoď Lindblum. Generál Cid Raines požádal Snowa, aby mu pomohl najít ostatní l'Cie, aby mohl s jejich pomocí svrhnout Svatyni, jejímž prostřednictvím jim všem vládnou fal'Cie.
Kapitola 5
V Gaprijském běloháji se Lightning dověděla, co Hopa žene k tomu následovat ji. Usiloval o pomstu Snowovi za smrti jeho matky, tedy chtěl zesílit, aby ho mohl vyzvat na boj. Svou misi nazval „Operace Nora.“ Ačkoliv se mu Lightning snažila vysvětlit, že zabíjela Svatyně, Hope prohlásil, že za její smrt tedy zaplatí Snow i Svatyně. Navrhla mu, aby si aspoň předtím promluvil se svým otcem v Palumpolu, určitě má o něj strach.
Kapitola 6
Vanille se Sazhem se po jiné cestě vymotali z hor odpadu a ocitli se v prosluněné zelené rezervaci Rozmarný luh (Sunleth Waterscape), uzavřené pro veřejnost, s přepínači počasí. Zahlédli stíhače PSICOMu mířící k Palumpolu, tedy že nejspíše našli Lightning a Hopa, proto se vydali přesně na opačnou stranu k přístavu Nautilus. Cestou se Sazh svěřil Vanille, že nastoupil do vlaku kvůli svému synovi Dajhovi, který se během incidentu v Euridské rokli před více než týdnem stal l'Cie Svatyně. Tehdy ho tam vzal, aby mu ukázal fal'Cie Kudžatu, a pak se začal domnívat, že je Dajhovo Poslání zničit fal'Cie Pulsu Animu, kterou PSICOM i díky němu našel a transportoval do Zavěšeného okraje. Aby se z jeho syna nastal Cie'th, byl odhodlán pro něj Animu zabít a splnit za něj jeho Poslání. Jenže Sazh nyní ještě nevěděl, kdo je Vanille ve skutečnosti zač, a proto nechápal, proč plakala v noci ze spaní.
Kapitola 7
Mezitím letky PSICOMu doletěly do Palumpolu. Hope znal z raného dětství stoky pod městem, proto se nepozorovaně protáhli kolem hlídek Ochranného sboru. Dostali se hluboko do podzemí, kde sídlil ohnivý fal'Cie Carbuncle, jehož Posláním byla tvorba potravin a čištění špinavé vody. Při pohledu na něj si oba znovu promluvili o svém Poslání. Hopa napadlo, že fal'Cie vlastně považují lidi za své domácí mazlíčky. Lightning si uvědomila, že tomu tak je, odmala měla nalajnovaný život pod ochranou fal'Cie jako členka Ochranného sboru a starala se o Serah, ale ignorovala zcela fakta, že tak po celá léta jen utíkala od reality. Od Serah se vzdálila a nikdy jí nevěřila (pouze Snow jí věřil) a nyní znovu utíká. Dosud podléhala svému zmatení z toho, že již není pod ochranou cocoonských fal'Cie, a malovala si Svatyni jako úhlavního nepřítele, protože věřila, že nemá naději. A nikdy nezvážila jakoukoliv jinou možnost. Také si uvědomila, že navádí Hopa k téže chybě, takže ho vyzvala, aby nebojoval bez naděje, neboť to je nejrychlejší cesta ke smrti. Dále, aby okamžitě ukončil „operaci Nora“ a promluvil si s otcem. Ten mu naději dát může, ale ona ne. Po návratu na povrch však byli na náměstí obklíčeni celým plukem PSICOMu.
Před veřejnou popravou při televizním přímém přenosu je zachránilo, že se na místo dostali Fang a Snow, který s pomocí eidolona Sester Šivy nadělal dost chaosu, aby mohli Lightning s Fang zmizet a on sám se postaral o Hopa. Hope byl poněkud zmatený ze Snowovy nenucenosti, ale prozatím s ním musel rychle zmizet. Fang se představila Lightning jako l'Cie Pulsu, která na rozdíl od nich pochází přímo z „Gran Pulsu“ (to Gran bylo pro Cocoonské neznámý pojem). Omluvila se Lightning za nepřímou odpovědnost za to, že se její sestra Serah stala l'Ciem. Lightning za to Fang nafackovala. Pak se ale Lightning rozhovořila, že nebýt Serah, byla by jistě sloužila u Ochranného sboru zde v ulicích a lovila ji jakožto nepřítele Cocoonu, aniž by si uvědomila, co vlastně dělá. Fang vysvětlila, že na Gran Pulsu to není o nic lepší. Pro obyvatele Pulsu je Cocoon „vznášejícím se zmijím hnízdem, chystajícím se kdykoliv zaútočit.“ Toto si dříve také myslela, ale nyní vidí, že za tím vším je pouhý fanatizmus. Nyní chce najít Vanille. Zatímco Fangino znamení l'Cie je vyhaslé, Vanillino znamení již bude nejspíše ve stavu před konečnou metamorfózou v Cie'tha, kterou nechce Fang v žádném případě připustit, proto chce splnit jejich Poslání, ať už je jakékoliv, jen si stále nemůže vzpomenout. Prohlédla si znamení Lightning, ta měla ještě času dost a přeměny v Cie'tha se tak zatím bát nemusí.
Hope se Snowem prchali ulicemi před PSICOMem i rozhněvaným davem, kdy Snow musel ty lidi ochránit před PSICOMem, který zabíjel bez ohledu na okolí, tak je zastrašil prohlášením, že „je l'Cie Pulsu a přišel je všechny zabít.“ Na střeše jedné z budov došlo konečně ke konfrontaci mezi oběma. Hope jej obvinil ze smrti matky a hodlal se pomstít, avšak přerušil je nálet robotického létavce PSICOMu. Po jeho porážce oba pokračovali v rozpravě a Snow si uvědomil, že to Hopa měl dovést na přání Nory domů. Snow se omluvil za zavinění smrti jeho matky, Hope však na něj přesto vytáhl dýku, kterou dostal od Lightning, a kterou ona dostala od Serah, ale vršek střechy byl zasažen raketami a Hope padal dolů. Snow se za ním vrhl dolů také a nechal Hopa dopadnout na sebe. Sám vyvázl zraněn. Tímto aktem a další omluvou i vysvětlením se Snow s Hopem udobřili, i Hope uznal, že si rovněž věci zjednodušoval a také se nechal unést. Raketový útok zahlédly Lightning s Fang, vydaly se za nimi a všichni čtyři dorazili k Hopovi domů. Přivítal je Bartoloměj Estheim, který si vyslechl od Hopa novinu o smrti matky a o jeho statutu l'Cie Pulsu. Ač byl viditelně zarmoucen, podpořil svého syna a dovolil mu zůstat, na jak dlouho bude potřeba. Jelikož byl Bartoloměj znalý politiky Cocoonu a psychologie davu, rozmluvil ostatním l'Cie překotné svržení vlády Svatyně, neboť by tím vyvolali ještě větší psychózu a také občanskou válku. Než to provedou, musí nějakým způsobem přesvědčit širokou veřejnost, že Gran Pulse není hrozbou, a že l'Cie Pulsu chtějí Cocoon ochránit.
Snow se mezitím částečně zotavil a Lightning se mu omluvila (za všechno), ale před rezidencí Estheimových je vypátral PSICOM pod velením plukovníka Yaaga Rosche. Hope svázal svého otce, aby se mohl hájit, že ho l'Cie přinutili násilím poskytnout jim útočiště, a Snow se svlékl do půl těla, aby vojáky PSICOMu zmátl prohlášením, že takto vypadá ten ohavný a nebezpečný l'Cie. Vyzval je, aby si uvědomili, že chtějí jakožto rodilí cocoončané Cocoon ochránit, nikoliv zničit, a že Čistky jsou zbytečná genocida. Skoro se mu to povedlo, ale plukovník Rosch řekl, že nechat l'Cie Pulsu naživu je nebezpečný risk, a že armáda Čistky neorganizuje. Požadují je sami obyvatelé Cocoonu a vůli lidu také vykoná. Poté rezidenci rozstřílel obří bombardér PSICOMu, který kulomety rozstřílel všechny přítomné vojáky a také odstavil ze scény Rosche. Čtveřice l'Cie ho pak sestřelila kouzly k zemi, načež je evakuoval Rygdea a Kavalérie na Lindblum, kde je očekával Cid.
Kapitola 8
V Nautilu, kam Vanille se Sazhem dorazili lodí, uviděli v rámci festivalu Pompa Sancta obří holografickou projekci na oslavu výročí konce Války překročení, poté navštívili chocobí zoo, kam chtěl Sazh vzít svého syna Dajhe. Sazh zde prohlásil, že ho věčné utíkání už unavuje, tak se rozhodl vzdát se PSICOMu výměnou za možnost ještě jednou vidět svého syna, než ho zastřelí. Vanille protestovala a chystala se mu říct pravdu o incidentu v Euridské rokli, ale odhodlala se jen říci, že ví, kdo je zodpovědný za ocejchování jeho syna. Přiznání za ni dokončila až plukovník Nabaatová, jež je s PSICOMem sledovala až sem, spolu s Dajhem. Dajh se nejprve setkal s otcem a se zářícíma očima mu řekl, že splnil svůj slib, že ho sem jednou vezme, ale pak se přímo před Sazhovými šokovanými zraky Dajh proměnil v krystal. Nabaatová to okomentovala, že Dajhovo Poslání bylo zřejmě dopadnout nežádoucí elementy z Pulsu. Pak zdrcenému Sazhovi ukázala záznam bezpečnostních kamer, aby viděl, kdo je zodpovědný za Dajhův osud. Vanille utekla s výkřiky „Ne!“ pryč. Nabaatová chladnokrevně vyzvala Sazhe, zda to s ní má skoncovat PSICOM, či zda za to Vanille zabije sám. Vzteklý Sazh běžel za Vanille a Nabaatová vydala rozkaz oba sledovat, ale nestřílet, bude to poprvé, kdy proti sobě budou stát dva l'Cie Pulsu.
Vanille se ocitla sama a měla vidiny Sazhe, jak ji častuje označeními lhářka, manipulátorka ničící životy druhým, a pak ji zastřelí. Klesla na kolena a rozplakala se. V ten moment ji dostihl skutečný Sazh a namířil na ni obě pistole. Vanille se zvedla, otočila se čelem, a řekla mu, že je Oerba Dia Vanille, l'Cie Pulsu a nepřítel Cocoonu. Sazh však nebyl schopen vystřelit. Místo toho se rozsvítil jeho znak l'Cie a zjevil se před ním jeho ohnivý eidolon Brynhilda. Tu vyzval, aby si vzala jeho život. Vanille ho však ochránila a společně ho zkrotili. Sazh po bitvě prohlásil, že bez ohledu na to, co provedla, není schopen zastřelit takové dítě, jakým je ona. Namířil proto pistole na svou hlavu a střelil se, avšak špatně. Vojáci PSICOMu následně Vanille a Sazhe zatkli a odvlekli na obří loď Palamecia, aby je dopravila do Edenu, kde měli být veřejně popraveni.
Kapitola 9
Ve vězení Vanille převyprávěla Sazhovi svůj životní příběh a skutečnosti, jež vedly k jejímu ocejchování l'Cie. Spolu s Fang dostaly za Poslání zničit Cocoon během Války překročení a na jejím konci byly na Gran Pulsu přeměněny v krystal, aniž by své Poslání dokončily. Dvanáct dnů před Čistkou se obě náhle probraly z krystalového spánku na Cocoonu s tím, že si Fang nepamatovala nic ohledně jejich Poslání. Aby už nikdy nikomu neublížila, začala lhát, že také přišla o paměť, a začala od svého Poslání a před svým osudem utíkat. Fang však navrhla zničit Kudžatu, protože jejich Posláním muselo přece být útočit na Cocoon, a to jim snad umožní si na Poslání vzpomenout. Jenže je přerušil Dajh a obě se pak musely rozdělit. Od té doby se spolu neviděly.
Na Lindblumu se Lightning a ostatní dověděli o zatčení Sazhe a Vanille, tak zorganizovali záchrannou misi. Na ukradeném letounu PSICOMu pronikli na Palamecii, avšak byli prozrazeni. Přesto se jim povedlo zapříčinit otevření cel a oba vězni získali zpět své zbraně a mohli utéci. Na odkryté palubě se sešla celá šestice poprvé pohromadě a po chycení a ochočení jedné PSICOMské wyverny se dostali na můstek, kde na ně čekal primarcha Svatyně, sám Galenth Dysley. Dysley přivítal l'Cie a pak mávnutím ruky zabil plukovníka Jihl Nabaatovou i ostatní členy posádky Palamecie, čímž celou šestici šokoval. Nejprve si mysleli, že je Dysley také l'Cie, když ovládá moc magie, avšak mýlili se. Dysley se totiž přeměnil do své skutečné podoby, do fal'Cie Svatyně jménem Barthandelus, a nazval se opravdovým vládcem Cocoonu. Nechal se od šestice l'Cie porazit, ale pak jim v lidské podobě stařičkého politika sdělil povahu jejich Poslání. Jeden z nich se musí stát Ragnarokem a zničit Cocoon jednou provždy tím, že zabije Sirotka, tedy fal'Cie s Posláním poskytovat celému Cocoonu energii. Dále jim sdělil, že Posláním Serah nebylo Cocoon zachránit, jak si doposud mylně Snow myslel, ale shromáždit nástroje zkázy Cocoonu, které měly být ocejchované jako l'Cie Pulsu. Snowa tato novina poslala do kolen. Barthandelus však poté z místa zmizel a zanechal jim tam svou sovu Menrvu, která se transformovala v loď, aby se odtamtud dostali, neboť se Palamecie řítila k zemi. L'Cie neměli na výběr a Menrvu využili. Byli však pronásledováni plukovníkem Roschem a jeho letkou. Menrva sice pronikla štítem Edenu, kam zamířili, ale havarovala. Ocitli se v místě, které poznaly Fang a Vanille z pulských legend.
Kapitola 10
Vnitřek Edenu totiž tvořila změť tunelů a arén, známých jako „Pátá archa.“ Archy měly dle pulské legendy být zbrojnice a tréninkové centrum pro l'Cie, aby se probudila jejich opravdová moc. Ale co dělá pulská archa uvnitř hlavního města Cocoonu? Celá šestice se po neúprosných bojích probila až do místa, kde na ně čekal Cid Raines. Řekl, že ve skutečnosti není volnomyšlenkářský velitel Kavalérie usilující o svržení Svatyně, ale je ve skutečnosti l'Cie Svatyně, ovládán Barthandelem. Informoval je, že veškeré jejich kroky byly Barthandelem režírovány a řízeny. Prostě zařídil, aby je PSICOM nikdy nedopadl a byli tak nasměrováni na cestu ke zničení Cocoonu Ragnarokem. Fal'Cie totiž usilovali o přivolání Stvořitele světa i fal'Cieů a přiměli ho svět přebudovat. Na závěr jim Cid sdělil, že sem přišel ze své vlastní vůle, poprvé od svého ocejchování. Přišel je všechny zabít a překazit Barthandelovy plány. Během bitvy se změnil v polovičního Cie'tha, avšak byl nakonec poražen. I když se vzepřel svému Poslání, byl Cid přesto proměněn v krystal. To všech šest l'Cie zmátlo. Došli až na konec celého labyrintu Páté archy a Snow se rozhodl následovat Cidova příkladu, zapomenout na své Poslání a soustředit se na přání Serah zachránit Cocoon. Všichni souhlasili kromě Fang. Ta raději zničí Cocoon a splní Poslání, než aby připustila, aby se kdokoliv z jejích přátel stal Cie'them. Její výbuch emocí aktivoval její znak l'Cie a vyvolal eidolona Bahamuta. Společnými silami jej pomohli Fang ovládnout. To ji přesvědčilo, že by se měla držet ostatních, ač stále měla výhrady k jejich úmyslu. Nakonec našli cestu dál. Všimli si starého pulského letounu a také portálu, vedoucího na Gran Pulse, kam se vydali.
Kapitola 11
Jejich letoun byl však záhy sestřelen obří pulskou wyvernou, takže nouzově přistáli na hřbetě Fangina eidolona Bahamuta do oblasti Vallis Media. Šestice putovala divokou a překrásnou přírodou Gran Pulsu mnoho dnů až týdnů, ale nenarazili na žádné známky civilizace, kromě několika pobořených ruin. Zdálo se, jako by místní lidé vyhynuli. Jednoho dne se od zbytku oddělil Hope, aby sehnal zásoby jídla. Sazhovo mládě chocoba, které jej následovalo, se brzy vrátilo za ostatními, protože Hope upadl do bezvědomí a jeho znak l'Cie postoupil blíže k přeměně v Cie'tha. Dopravili ho do tábořiště, ale jakmile se probral a vyřkl přání, aby ho zde nechali samotného, vyvolal se před ním samovolně eidolon Alexandr. Ostatní mu pomohli ho ovládnout, a také začali na základě vlastních zkušeností věřit, že účel existence eidolonů je pomoci svému l'Cie překonat zoufalství a dodat naději, namísto toho, čemu věřili dosud, a to sprovodit l'Cie ze světa. Museli vyrazit dále, na Vanillin návrh do vesnice Oerby, odkud ona a Fang pochází. Cesta pěšky byla velmi dlouhá a namáhavá. Lightning, Snow, Sazh a Hope poprvé v životě viděli skutečné slunce, skutečné hvězdy a také velký měsíc, kterým je Cocoon, s dobře viditelným otvorem z doby Války překročení, kterým je částečně vidět dovnitř. Vanille prohlásila, že to ona se tenkrát přeměnila v Ragnaroka.
Nalezli cestu na širou a zdánlivě nekonečnou Archytelskou step, domov pro bezpočet hrůzu nahánějících příšer. A také je „domovem“ pro zkamenělé Cie'thy. Jsou to ti Cie'thové, kteří nakonec vzdali i život v podobě nemyslící zrůdy, ale jejich Poslání je i nadále tížilo. Proto jsou schopni tiše k l'Cie šeptat v naději, že splní jejich Poslání za ně. L'Cie tak dostali možnost postavit se mnoha nebezpečným monstrům, jejichž likvidací byli tito Cie'thové kdysi fal'Ciemi Pulsu pověřeni. Tito fal'Cie Pulsu zřejmě tvoří jediné inteligentní formy života na Gran Pulsu, například zde žije stovky kilometrů vysoký Titan požírající obří želvovité dinosaury Adamantoise, nebo Atomos hloubící podzemní tunely v dolech Mah'habara. Tam došlo k promluvě mezi Vanille a Fang. Ta předstírala, že si vzpomněla na své minulé Poslání, aby přiměla Vanille mluvit pravdu. Řekla, že to ona, a ne Vanille, se přeměnila v Ragnaroka. Vanille byla v šoku, že Fang odhalila její lež, a snažila se to popírat, leč marně. Způsobila tím vyvolání svého eidolona Hecatoncheira a také Fang potvrdila, že je pravda taková, jak Fang řekla. Po ovládnutí eidolona se Vanille zavázala, že přijme svůj osud a už nikdy nebude utíkat a lhát. Parta využila fal'Cie Atomose k dopravě z Mah'habary k jezeru Sulyya. Zde Vanille napadlo, že jim Barthandelus tenkrát na Palamecii mohl ohledně Serah lhát, a že ta mohla svoje Poslání překonat a zkrystalizovat se sama tak, jako se to povedlo Cidovi. Za jezerem viděli vysokou, v půli rozlomenou Taejinovu věž, domov fal'Cie Dehaky. Zde jim pomohli Menhirrimové k porážce tohoto neposedného fal'Cie, který se jim snažil zabránit dostat se na vrchol rozlomené věže. Poté se v transportní kouli přesunuli rozlomenou špičkou věže dolů, na druhou stranu pohoří, do blízkosti vesnice Oerby.
Oerba byl přístav, ale okolí bylo celé pokryté silnou vrstvou krystalického prachu, připomínajícího sníh. Celá vesnice byla téměř rozpadlá a zamořená Cie'thy, což zarmoutilo Fang i Vanille. Vůbec nikdo nepřežil. Z pozůstatků, které skupina našla díky plnění Poslání zkamenělých Cie'thů, se dověděli že po Válce překročení začali fal'Cie Pulsu své lidské obyvatelstvo ve velkém vybíjet tak, že z velkého množství lidí nadělali l'Cie a zatížili je nesmyslnými Posláními, které nebyli schopni splnit. Lidské osady se staly zranitelné vůči divokým nestvůrám i vůči prudce narůstajícímu počtu Cie'thů, až nakonec nikdo nezůstal. Na konci vesnice kousek za troskami nádraží čekalo na šestici l'Cie překvapení: Serah. Snažila se je přesvědčit, aby se stali Ragnarokem a zničili Sirotka, fal'Cie zásobujícího celý Cocoon a ostatní fal'Cie Cocoonu energií, ale nikdo nevěřil, že by tohle mohla říct. Serah, jež nazvala Lightning jejím pravým jménem Claire Farronová, se proměnila v Barthandeluse. Vysvětlil jim samotný důvod, proč byl Cocoon vůbec před více než tisíci lety stvořen. Aby fal'Cie mohli přivolat Stvořitele, museli vykonat dostatečně mohutnou krvavou oběť. Tato rozmluva vedla k další bitvě, kterou tento starý fal'Cie opět úmyslně prohrál a opět za sebou zanechal letoun z Menrvy, aby mu zkusili zabránit v dalších věcech. Zatímco se týdny toulali po Gran Pulsu, v Cocoonu on coby Galenth Dysley odstoupil z funkce primarchy Svatyně a dosadil jako svého nástupce Cida Rainese, kterého pro tento účel probudil z krátkého krystalového spánku. Dosáhl vyvolání strachu rozmazlených Cocoončanů ze změny a rozhněvání příslušníků Kavalérie, kteří Cida označili za zrádce. Vše vedlo k rozsáhlým nepokojům. Barthandelus šestici l'Cie upozornil, že se Kavalérie chystá k útoku na Sirotka v domnění, že tak osvobodí Cocoon od nadvlády fal'Cie (k tomu je on sám tajně navedl). Parta hrdinů neměla na výběr a musela se na Cocoon vrátit. Avšak z pozůstatku, který se před nimi náhle objevil, Vanille vyčetla, že Cocoon byl stvořený bohem či bohyní jménem Lindzei, nepřítelem všeho života vzešlého od boha jménem Pulse, a před 600 lety ho skutečně narušily vyvolené l'Cie Fang s Vanille. První jmenovaná, proměněná v Ragnaroka, roztrhala na kusy mnoho fal'Cie vzešlých od Lindzei, ale než stihla zničit Cocoon úplně, byly obě náhle zastaveny intervencí „Její prozřetelnosti“, která je s Posláním splněným napůl přeměnila v krystal. Obě byly zavlečeny na Cocoon v Bodhumském pozůstatku Barthandelem, protože jim bylo předurčeno probuzení. A pak Ragnarok opět povstane, aby srazil Cocoon z oblohy. „Její slova jsou jasná.“
Kapitola 12
Přímo v Edenu se toho dne konal závod létajících motocyklů, který šestice l'Cie narušila se svými eidolony, přeměněnými v dopravní prostředky. Vyvolali všeobecnou paniku a okamžitý zásah veškerých zdrojů PSICOMu a přítomných členů Ochranného sboru. Krátce nato zasáhl Barthandelus, jenž vyvolal portály, kterými do Edenu doslova nasával příšery z Gran Pulsu i z Páté archy, aby se z paniky stala čirá hysterie, že Pulse útočí. V tomto chaosu, kdy l'Cie bojovali jak proti vojákům, tak proti vyděšeným, rozzuřeným a splašeným příšerám, pronikli členové Kavalérie, vedené Rydgeou, do primarchovy kanceláře. Rydgea konfrontoval Cida, který mu smutně sdělil, že jeho vlastní skutky přivedou Cocoon do záhuby. Poté Rydgeu požádal, aby ho zastřelil. Rydgea tak učinil a Cidovo utrpení skončilo. Následně jednotky Kavalérie zamířily do Edenhalu, sídla vlády Svatyně, kde také sídlí fal'Cie Sirotek. Tamtéž měli namířeno i l'Cie, kteří někde na půl cesty narazili na plukovníka Rosche. Snow se ho snažil přesvědčit, aby s nimi nebojoval, neboť mají stejný cíl, a to zachránit Cocoon, ale marně, avšak po krátké bitvě ho zahnali pryč. Ostatní se shodli, že jsou lidé natolik protipulsky zfanatizovaní, že nedovedou rozmýšlet realisticky. Proto se rozhodli ukázat, kolik lidskosti v nich je. Například když vojáci zanechali svého spolubojovníka napospas splašenému mláděti Adamantoise, který by ho byl rozdupal, nebýt zásahu šestice l'Cie.
Později se setkali s příslušníky NORY, kteří si dobírali Snowa, že se ani nepokusil je kontaktovat. Pomohli by mu, i všichni zachránění obyvatelé Bodhumu. Členové NORY šli evakuovat civilisty a vyzvali Snowa, aby se postaral o zachování Cocoonu. Nakonec se l'Cie dostali přes spletitou síť pobořených silnic, magistrál a mostů do Edenhalu také. Před vchodem zahlédli mnoho malých éterických krystalů stoupajících do výšky. Zjevil se jim hologram Barthandela, jenž jim řekl, že se jedná o duše lidí zabitých v této bitvě, což signalizuje pozvolné otevírání Brány duší a návrat Stvořitele. Také jim řekl, že má jejich blízké za rukojmí. Opodál se l'Cie proplížili kolem dospělého Adamantoise, pod nímž se nakonec propadla podlaha u vchodu, a vnikli do nitra Edenhalu. V jeho chodbách se tísnilo velké množství civilistů, kteří zde nalezli útočiště před útoky nestvůr z Pulsu. Dále v nitru narazili na po zuby ozbrojené příslušníky PSICOMu a Kavalérie, s nimiž svedli mnoho bitev. Ale poslední se neuskutečnila, neboť vojáky pohltilo zvláštní světlo, které je všechny proměnilo v Cie'thy kategorie Oběť. To byl důsledek faktu, že vojáci byli ve skutečnosti ocejchováni jako l'Cie Svatyně Barthandelem, avšak nebylo jim dáno Poslání. Mnohé Cie'thy zabil Rosch, jenž jako jediný nebyl ocejchovaný, avšak pustil se do nového boje s l'Cie. Znovu byl poražen. Poté se svěřil, že nikdy nebyl spokojen s vládou fal'Cie nad Cocoončany, ale soudil, že je to přesto nejlepší možnost. Věděl dokonce o pravém smyslu čistek, ale nyní to zašlo moc daleko. S vážným zraněním se ještě přiměl vstát rovně a vysílačkou oznámil všem zbylým vojákům PSICOMu a Ochranného sboru, že ruší veškeré operace týkající se l'Cie Pulsu, a nařizuje evakuaci veškerého civilního obyvatelstva. Dal však všem svým podřízeným možnost volby, zda rozkaz uposlechnou. L'Cie vstoupili do budovy zvané Sirotkova kolébka. K Roschovi se venku přiblížily pulské nestvůry, tak ručním granátem zničil je, sebe i jedinou přístupovou cestu.
Kapitola 13
Uvnitř l'Cie zjistili, že úplně všichni členové Kavalérie byli proměněni v Cie'thy a určeni k bojím proti nim. Bitvy byly tuhé, ale potřebovali se dostat do nitra Sirotkovy kolébky, která byla ukrytá před běžnými lidmi v chaotické dimenzi. Přes chaotické plošiny se dostali do síně Narthex, kde je očekával fal'Cie Sirotek a Barthandelus. Barthandelus skupinu l'Cie přivítal zničením zkrystalizovaných Serah a Dajhe a nařídil jim okamžitě splnit své Poslání zničením Sirotka, čímž by odstranili hlavní zdroj energie Cocoonu a způsobili by zřícení Cocoonu na Gran Pulse a vyhlazení veškerého života na obou tělesech. L'Cie však namísto toho zaútočili na Barthandela, kterého v jeho nejsilnější formě porazili. Jeho poražené tělo poté spadlo do velkého energetického bazénu, kam se za ním vydala jeho sova Menrva a spojila se s ním v jedno, čímž mu umožnila vytvořit okolo Sirotka jen velmi obtížně prostupnou skořápku.
L'Cie na něj přesto zaútočili, ale dle očekávání neuspěli v Sirotkově likvidaci. Sirotek, jenž sám vypadal, jako by byl uplácán z vícero různých fal'Cie, byl z toho frustrován a vysvětlil všem šesti l'Cie, proč si je fal'Cie vůbec vybírají. Každému fal'Cie totiž vdechnul život Stvořitel za účelem vykonávání konkrétního Poslání, k čemuž mu byly dány omezené síly, moc i vlastní vůle, zatímco lidé, ač jsou na první pohled mnohem slabší stvoření než fal'Cie, mají neomezený potenciál k tomu být, čímkoliv chtějí, mají-li dostatek vůle a odhodlání. Díky této lidské vlastnosti má fal'Cie možnost prostřednictvím svého/svých l'Cie zprostředkovaně tuto vlastnost získat také, a působit tam, kde jinak nemohou. Sirotek požadoval, aby se Fang znovu změnila v Ragnaroka, a začal mučit Vanille, aby toho dosáhl. Ostatní se snažili této proměně Fang zabránit, neboť věděli, že je to lest, ale ta je dokázala přemoci. Pak fal'Cie přeměnil ostatní čtyři l'Cie v Cie'thy a poslal je útočit na Fang, aby se konečně proměnila. Stalo se tak jen částečně, a nedokončený Ragnarok nedokázal Sirotka ani jen poškrábat, pouze dokázala odstranit Barthandelův štít. Pak se Fang přeměnila zpět, ale v mrtvého člověka. Sirotek ji oživil, aby ji začal mučit jako před chvílí Vanille, aby se přeměnila znovu, na což se Vanille jen s hrůzou mohla koukat. Mezitím si Lightning, Sazh, Hope a Snow kolektivně připomínali cestu, kterou ušli, a nalezli ve svých nynějších formách sílu, která jim umožnila se přeměnit zpět v lidi úplně sami, ačkoliv nabyli dojmu, že jejich formy Cie'tha byly jen další iluzí fal'Cie. Vanille už stála připravená stát se Ragnarokem namísto Fang, ale ostatní společně spustili ohnivá kouzla, kterými zachránili Fang ze sevření Sirotka a na čas ho donutili ponořit se zpět do bazénu.
Měli chvíli čas, tak se šestice l'Cie rozhodla dát si sama jediné Poslání, a to zachránit Cocoon za každou cenu, namísto jeho zničení. Jejich znamení l'Cie vybledlo a zbělalo, zatímco Sirotek znovu vstal z energetického bazénu a odhalil, že sdílel tu samou touhu jako Barthandelus, a to přivolat na svět Stvořitele, aby ho přebudoval, a to i za cenu jeho vlastní smrti. Lightning mu vynadala, že jestli tak touží po vlastní smrti, ať si tedy měl zemřít, ale lidi, kteří s jeho údělem neměli nic společného, měl nechat na pokoji a nezatahovat je do svých intrik. Sirotek se tímto odhalil jako hlavní nepřítel Cocoonu, přestože měl za své Poslání být jeho zdrojem energie. S vírou, že mají-li moc Cocoon zničit, musejí mít i moc ho zachránit, šestice l'Cie Sirotka poráží a daruje mu jeho přání, a to jeho vlastní smrt.

### Zakončení a nový začátek
Pár sekund po Sirotkově smrti se ostatní cocoonští fal'Cie vypnuli, neboť jim chyběla jeho energie. Fal'Cie Fénix přestal fungovat jako vnitřní slunce a celý Cocoon se ponořil do tmy, neboť ve všech městech a vesnicích pozhasínala světla. Cocoon už nedržela na nestabilní dráze okolo Gran Pulsu žádná síla uměle, proto se začal prudce řítit k jeho povrchu. Šestice byla přesunuta do vyhaslého Edenu, kde se pod vlivem stavu bez tíže začali vznášet. Lightning, Hope, Sazh a Snow se chytili za ruce a vyzývali Fang s Vanille, aby se k nim rychle připojili, ale tato čtveřice se začala měnit v krystal. Fang s Vanille se také chytly za ruce a začaly spouštět svůj vlastní plán, který pravděpodobně vymyslely na záchranu Cocoonu už dříve. Společně se přeměnily v Ragnaroka v plné síle a ten roztavil spodní část kůry Cocoonu, která se vlivem ohromného tření o svrchní atmosféru Gran Pulsu už sama tavila a rozpadala. Dále Ragnarok svou mocí donutil změnit se v lávu i část povrchu na Gran Pulsu a tu vytáhl nahoru ve formě obřího sloupce lávy, která narazila do kůry Cocoonu a celý ho obtočila, aby výrazně zpomalila pád Cocoonu na povrch. Dále k sobě svou mocí přitáhl veškerý krystalový prach z Oerby a okolí, kterým sloupec lávy ochladil. Pak mohutným výtryskem z různých míst celého lávového sloupce ho přeměnil v obří krystalový pilíř, jenž Cocoon ve výšce několik set kilometrů od povrchu Gran Pulsu zcela stabilizoval. Zkrystalizovaní Lightning, Hope, Sazh a Snow byli přemístěni na povrch Gran Pulsu.
Celá čtveřice byla neznámou silou z krystalového spánku probuzena zpět k životu a zjistili, že jejich znamení l'Cie zmizelo. Zakrátko k nim došli oživení Serah s Dajhem a propuklo veselí. Nedaleko základů mohutného krystalového pilíře, podporujícího vyhaslý Cocoon, shromažďovali zbývající vojáci PSICOMu a Ochranného sboru za pomocí letounů přeživší civilisty, které na přání zesnulého plukovníka Rosche evakuovali z Cocoonu. Všichni viděli Gran Pulse poprvé v životě. Hope si vybral krátký moment, aby vyjádřil politování, že je Fang s Vanille opustili, ale že dokázaly zachránit jejich svět. Někdo ho opravil, že jim ty dvě darovaly svět zcela nový. Mezitím Lightning dala Serah a Snowovi své požehnání k jejich sňatku a Sazh se objímal se svým synem, přičemž se malé mládě chocoba ze Sazhova afra přesunulo do Dajhova vrabčího hnízda. K ostatním promluvil hlas Fang a Vanille, že toto je vše, co mohly udělat pro záchranu všech, a zbytek je na ostatních. Hra končí pohledem na vnitřek krystalového pilíře, v němž se nacházejí zkrystalizované Fang s Vanille, jež splnily své Poslání, držíce se za ruce.

## Česká lokalizace
V roce 2016 bylo Final Fantasy XIII přeloženo do češtiny skupinou RK-Translations.